# Acrobelesia cooperi.
Acrobelesia cooperi. är en armfotingsart som först beskrevs av Jean-Loup d'Hondt 1976.  Acrobelesia cooperi. ingår i släktet Acrobelesia och familjen Dyscoliidae. Inga underarter finns listade i Catalogue of Life.